# Taha Yalçıner
Taha Yalçıner (Scutari, 12 gennaio 1987) è un ex calciatore turco, di ruolo centrocampista.

## Carriera
Ha giocato nella prima divisione turca.